# (4505) Okamura
(4505) Okamura est un astéroïde de la ceinture principale.

## Description
(4505) Okamura est un astéroïde de la ceinture principale. Il fut découvert le 20 février 1990 à Geisei par Tsutomu Seki. Il présente une orbite caractérisée par un demi-grand axe de 3,01 UA, une excentricité de 0,05 et une inclinaison de 11,8° par rapport à l'écliptique.

## Compléments